# جون لاتيمر
جون لاتيمر (بالإنجليزية: Jon Latimer)‏ هو مؤرخ عسكري بريطاني، ولد في 1964، وتوفي في 4 يناير 2009 بسبب نوبة قلبية.